# Dīwān över Fursten av Emgión
Dīwān över Fursten av Emgión är en diktsvit från 1965 av den svenske författaren Gunnar Ekelöf. Dikterna är en pastisch på bysantinsk epik. De berättar historien om en kurdisk furste som fängslats och fått ögonen utstuckna, och som söker tröst genom att dyrka en gudinna som representerar intet.
Boken vann Nordiska rådets litteraturpris 1966, med motiveringen att den "finner nya och personliga symboler för upplevelsen av det gudomliga och av lidandet och kärleken som mänskliga grundvillkor". Boken är den första delen i en trilogi, känd som Dīwāntrilogin. Den följdes av Sagan om Fatumeh 1966 och Vägvisare till underjorden 1967.